# Џејмс Јуинг
Џејмс Јуинг (енгл. James Stephen Ewing; Питсбург, 25. децембар 1866 — Њујорк, 16. мај 1943) био је амерички лекар, патолог, шкотског порекла, познат по томе што је 1921. године, први описао један облик малигног тумора (саркома) кости, који је касније по њему назаван Јуингов сарком.

## Епоними
У медицини, као епоними изведени из имена Џејмса Јуинга наводе се следеће болести:
- Јуингов (Ewing) сарком — малигни је тумор коштаног али и меког ткива, који као и остали експанзивни тумори може да да удаљене метастазе.
- Екстраосални Јуингов сарком (EES) — Јуингов сарком израстао из меких ткива

## Живот и дело
Џејмс Јуинг, рођен је на Божић 1866. у угледној Америчкој презвитеријанаској породици у Питсбургу, Пенсилванија, од оца Томаса и Мајке Јулије, девојачко Хауфнагел. Његов отац, Томас Јуинг (Thomas Ewing), Шкот, пореклом из Ирске, емигрирао је с почетка 19. века у САД и трајно се настанио се у Питсбург. Након завршетка Џеферсоновог колеџа прво је радио као учитељ, до 36 године, да би потом студирао право и постао судија у Кривичном суду у Питсбургу. Џејмсова мајка, Јулија Хуфнагел (Julia Hufnagel), американка немачког порекла родом из Стокбриџа, Масачусетс, била је учитељица, а у слчободном времену музичарка и социјална радница.
Још као дете Џејм је показао интересовање за истраживања у билогији, прикупља је лептире и његова колекција је била таква да је била стално изложена ка једна од поставки у Питсбуршком музеју. Некако у исто време отац му је купио микроскоп што је Џејмсу омогућило детаљније и свестраније проучавање инсеката. Тако је Џејмс врло рано почео да се бави микроскопијом, која ће касније предодредити целокупан његов животни рад за микроскопом у области клиничке патологије.
Са 14 година разболео се од остеомијелитиса бутне кости, због које је био везан за кревет наредне две године, и до краја живота остао инвалид. Током периода боловања, иако прикован за кревет, следећи упутсва својих ментора и учитерља Џејмс је стекао солидно образовање, савладао је грчки и латински језик и исказао склоност и љубав према поезији и науци.
Након што је од 1884—1888. године похађао Амерст колеџ у Масачусетсу, Џејмс је образовни процес наставио на студијама медицине (1888—1891), на колеџу лекара и хирурга у Њујорку. Под стручним надзором ментора Francis Delafield (1841—1915) Theophil Mitchell Prudden (1857—1918) и Alexander Kolisko (1857—1918), млади Јуинг је развио велико интересовање за патологију, којом ће се бавити скоро до краја живота.
По дипломирању, на истом колеџу у Њујорку, Јуинг је прво радио као лекар, хирург и инструктор у области хистологији (1893—1897), и клиничке патологије (1897—1898). Једно време, због малих принадлежности на колеџу, Џејм је био принуђен да се бави приватном лекарском праксом. Убрзо је му постало јасно да бављење медицинском праксом није његов јача страна, и исту напушта 1898. године.
Током шпанско-америчког рата, обављао је дужност хирург по уговору у америчкој војсци. Као војни лекар, због велике жеље за истраживањем, бавио се и проучавањем маларије, након којег је објавио неколико радова на ту тему.
Јуинг је именован 1899. године за првог професора клиничке патологије на Медицинском колеџу Универзитета Корнел у Њујорку. Прерана смрт супруге, од компликација трудноће, накоин само три године бракаје дубоко погодила Јуинга, па је он све више смисао живота тражио у раду, и интересовању за патогенезу групе поремећаја које су се односиле на токемију у току трудноће, и интересовању за изучавање тумора.
Током свог живота Џејмс Јуинг се као патолог бавио истраживањем у бројним областима мадицинске науке, а највише у хематологији и онкологији. Истраживачке активности и експериментални рад у онкологије Јуинг је углавном спроводио у Ломисовој лабораторији за истраживања у експерименталној патологији, бактериологији, хигијени, хемијској патологије и микро-фотографији.
Године 1906. Јуинг је са својим сарадницима, доказао да се један од облика тумора (лимфосарком код паса) може пренети са једне на другу животињу, а 1921. године први је описао нову врсту малигног остеома, који је касније по њему назван, Јуингов сарком.
Године 1902. Џејм Јуинг је помогао да се успостави систем истраживања и обезеди савремена опрема за континуирано истраживање тумора, једним делом захваљујући и донацији госпође Collis P. Huntington.
По својим открићима у патологиоји, Јуинг је постао један од најзначајнијих светских експерименталних онколога, свога доба. Захваљујући томе што је постао ауторитет у области онкологије Јуинг је 1907. иницирао и помогао да се оснује прво Америчко удружење за истраживање рака, а 1913. године, Амерички друштво за контролу рака, данас Америчко канцеролошко удружење (American Cancer Society).
Џејмс Јуинг био је и један од првих присталица примене радиотерапије у лечењу тумора.
Џејмс Јуинг, игром случаја, умро је од рака мокраћне бешике у 76 години живота.